# Ornontowice
Ornontowice (niem. Ornontowitz) – wieś w Polsce położona w województwie śląskim, w powiecie mikołowskim, w gminie Ornontowice.
Miejscowość wzmiankowana na początku XIV wieku (prawdopodobnie 1305) jako Renoltowitz, 30 lat później istniała tu parafia. W 1634 założono warzelnię soli wielickiej, a w 1680 szkołę. Pierwsza kopalnia węgla kamiennego w Ornontowicach powstała w 1798 pod nazwą Leopold. W lutym 1811 roku wybuchł tu bunt chłopski przeciwko utrzymywaniu pańszczyzny w wyniku którego splądrowano dwór. Wiek XIX, to dalsze uprzemysłowienie miejscowości. Powstaje wielki piec (1860) oraz filia gliwickiej Fabryki Drutów, Łańcuchów i Gwoździ Hegenscheidta (1884, w przysiółku Kolonia Graniczna). W 1888 doprowadzono linię kolejową na potrzeby miejscowego przemysłu, w miejscowości był przystanek kolejowy Ornontowice.
W okresie dwudziestolecia międzywojennego Ornontowice znalazły się w województwie śląskim, w powiecie pszczyńskim.
W latach 1954–1972 wieś stanowiła gromadę Ornontowice. Po II wojnie światowej miejscowość znalazła się w nowym powiecie tyskim, a od 1960 w rybnickim. W latach 1975–1998 miejscowość administracyjnie należała do województwa katowickiego. Od 1991 roku Ornontowice stanowią gminę, a 1 stycznia 1999 r. weszły w skład nowo powstałego powiatu mikołowskiego.
W Ornontowicach działa Kopalnia Węgla Kamiennego Budryk.

## Pałac w Ornontowicach
Według Narodowego Instytutu Dziedzictwa, w miejscowości znajduje się jeden obiekt zabytkowy – park i Pałac Hegenscheidtów. Obiekt pochodzi z końca XIX w. i został zbudowany dla rodu Hegenscheidtów – ówczesnych właścicieli Ornontowic. Eklektyczny pałac z cechami stylu neorenesansu północnego, swój obecny kształt zawdzięcza ostatnim właścicielom dóbr: Ottonowi i jego synowi Klausowi Hegenscheidt, którzy dokonali jego gruntownej przebudowy i rozbudowy z końcem XIX w. Dwupiętrowy pałac z wieżą usytuowany jest w zabytkowym parku. Jest to budynek murowany, otynkowany na wysokim cokole z dachem wielospadowym krytym dachówką ceramiczną. Charakterystycznym elementem elewacji południowej jest taras z podcieniami arkadowymi, inne ciekawe elementy architektoniczne to trójkątne szczyty, uskokowe gzymsy, liczne pilastry międzyokienne oraz półokrągły portal. Wewnątrz zachowane są oryginalne piece i boazerie, jak i okrągła sala balowa. Nieużytkowany, stanowiący własność prywatną.

## Obiekty

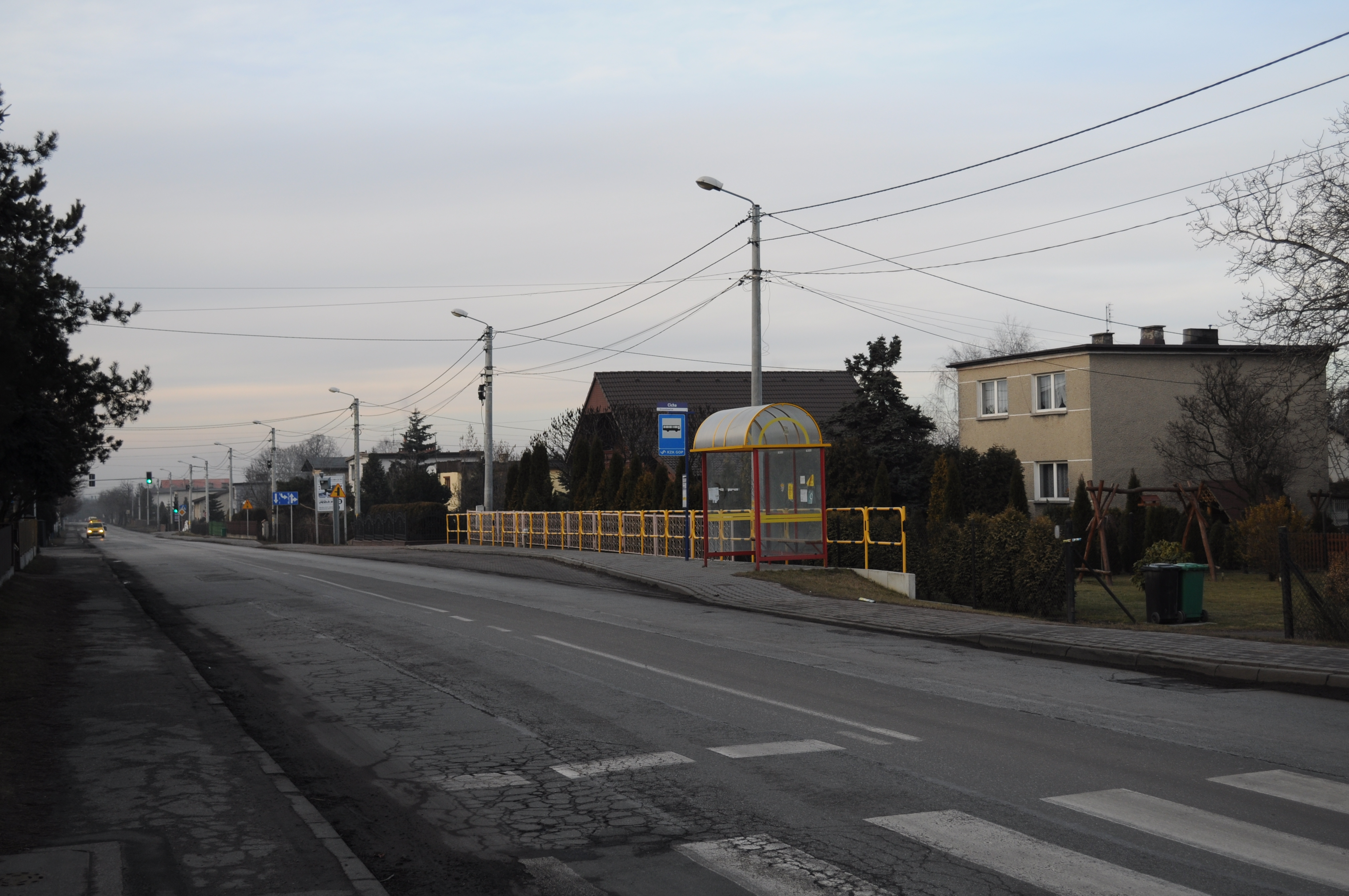
Ulica Zwycięstwa
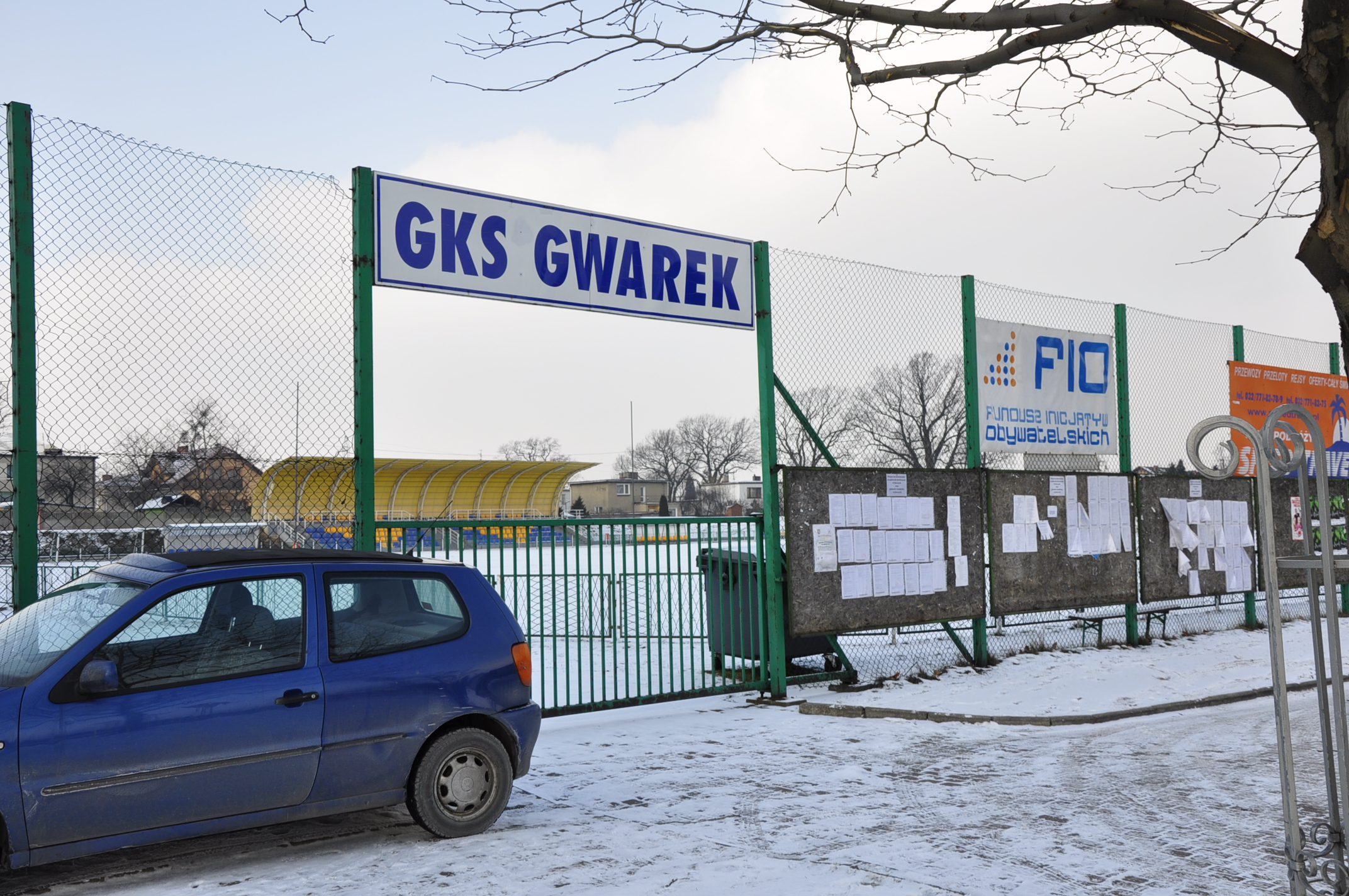
Stadion klubu GKS Gwarek
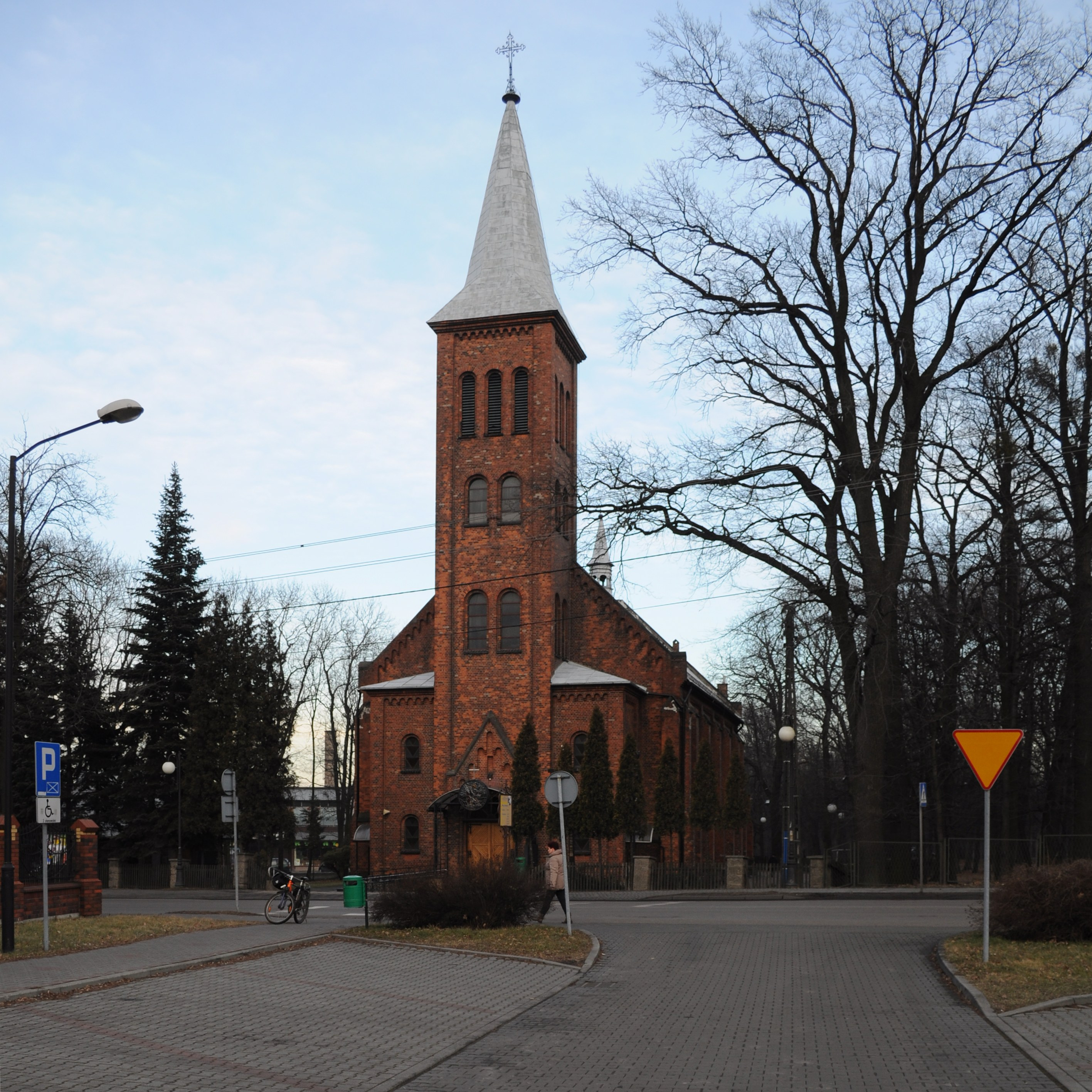
Parafia św. Michała Archanioła
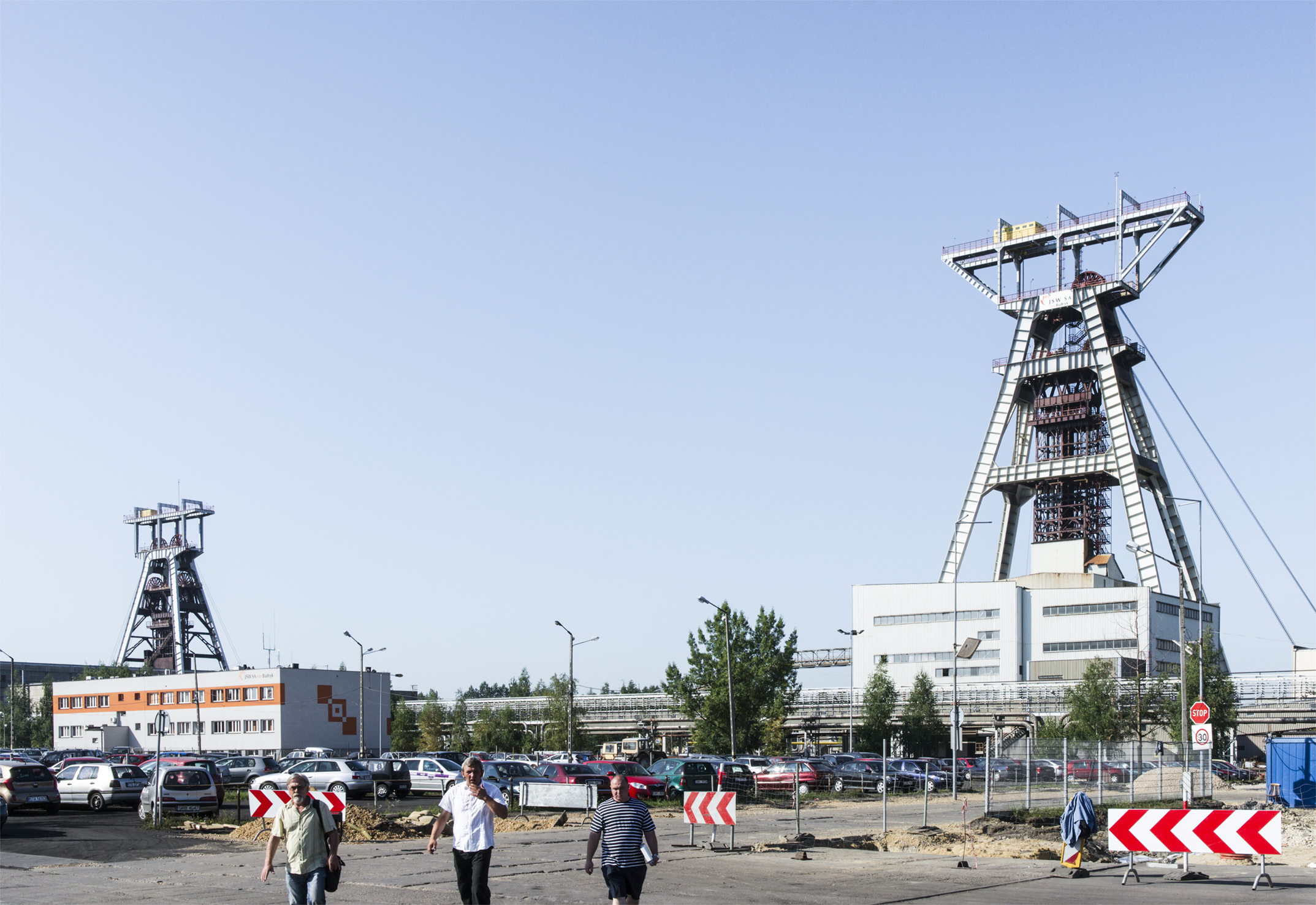
KWK Budryk
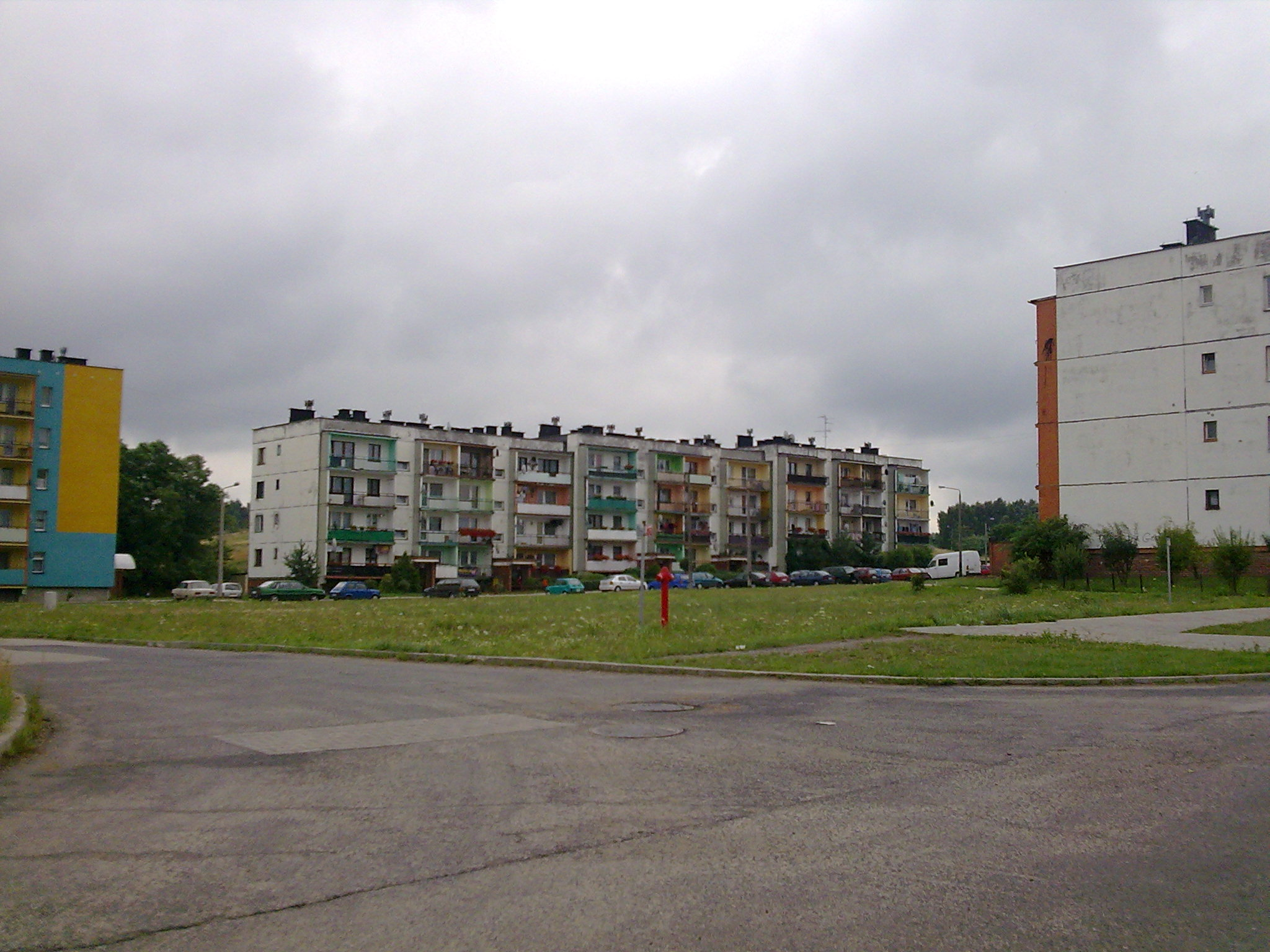
Kolonia Marzankowice w Ornontowicach

## Sport
- Gwarek Ornontowice
- SKS

## Sąsiednie gminy
Czerwionka-Leszczyny, Gierałtowice, Mikołów, Orzesze